# 巴雁镇
巴雁镇，是中国内蒙古自治区呼伦贝尔市鄂温克族自治旗下辖的一个乡镇级行政单位。

## 行政区划
巴雁镇共辖以下地区：
向华社区、向辉社区、胜利社区、向前社区、前卫社区、雁北社区、永安社区、金雁社区、雁南社区、莫和尔图嘎查村、扎格德木丹嘎查村、阿拉坦敖希特嘎查村。